# Злетерей
Злетерей (рум. Zlătărei) — село у повіті Вилча в Румунії. Адміністративно підпорядковане місту Дрегешань.
Село розташоване на відстані 147 км на захід від Бухареста, 53 км на південь від Римніку-Вилчі, 48 км на північний схід від Крайови.

## Населення
За даними перепису населення 2002 року у селі проживали 1428 осіб, усі — румуни. Усі жителі села рідною мовою назвали румунську.